# ويليام واشنطن غوردون
ويليام واشنطن غوردون (بالإنجليزية: William Washington Gordon)‏ هو محامي وسياسي أمريكي، ولد في 17 يناير 1796، وتوفي في 22 مارس 1842. انتخب عضو مجلس نواب جورجيا.